# 12556 Kyrobinson
12556 Kyrobinson eller 1998 QG48 är en asteroid i huvudbältet som upptäcktes den 17 augusti 1998 av LINEAR i Socorro County, New Mexico. Den är uppkallad efter Kylan Thomas Robinson.